# Helen Geets
Helen Geets (14 juli 1975) is een Vlaamse musicalactrice en danslerares.
Ze volgde een opleiding aan het Hoger Instituut voor Dans in Lier en aan de Guildford School of Acting in het Verenigd Koninkrijk. Van haar eerste rol in 1995 in de Koninklijk Ballet van Vlaanderen musical The Sound of Music tot heden speelt ze bijna onafgebroken seizoen na seizoen in één of meerdere musicals mee. In het voorjaar van 2009 nam ze als drieëndertigjarige deel aan het VTM-programma Op zoek naar Maria waar ze in de tweede aflevering afviel. Ze woont in Merksem.

## Musicals
- The Sound of Music (Koninklijk Ballet van Vlaanderen, 1995 - 1997) Liesl
- Sacco & Vanzetti (Koninklijk Ballet van Vlaanderen, 1996)
- Jeckyl & Hyde (Koninklijk Ballet van Vlaanderen, 1997) Ensemble
- Tovenaar van Oz (Antwerpen, 1997) Ensemble
- Assepoester (Studio 100, 1999) Ensemble, understudy Madeleen
- Phantom of the Opera (Antwerpen, 1999) Swing
- Phantom of the Opera (Kopenhagen, 2000) Ensemble, understudy Christine
- Cats (Kopenhagen, 2002) Swing
- 3 Musketiers (Joop van den Ende Theaterproducties, 2003) Ensemble
- De kleine zeemeermin (Studio 100, Vlaanderen, 2004) Anemoontje en genodigde op het bal, understudy Lieze
- De kleine zeemeermin (Efteling, 2004) Koraaltje, alternate Lieze
- Pinokkio (Studio 100, Vlaanderen, 2006) Brighella, viool, ensemble, understudy Nina
- Cats (Joop van den Ende Theaterproducties, 2006) Electra
- Assepoester (V&V Entertainment, 2007) Ensemble
- Daens (2008-2009) understudy voor de hoofdrol van Nette Scholiers
- Camelot (zomer 2009) hoofdrol als Guinevere met Jan Schepens
- Je Anne (Judas TheaterProducties,najaar 2009) als Margot Frank
- Alice in Wonderland (Studio 100, 2011) Ensemble, swing, dance captain
- Fiddler on the roof (Music Hall, 2011) Ensemble, understudy Tzeitel
- Robin Hood (musical) (Studio 100, 2012) Lisa, ensemble, dance captain

## Films
- Piet Piraat en de betoverde kroon Zang Polyfonia (2005)